# Scarlett Coten
Scarlett Coten est une photojournaliste française née en 1959.
Elle explore à travers son travail la complexité de l'intimité et du genre de son point de vue de femme.
Elle est lauréate du prix Leica Oskar Barnack en 2016.

## Biographie

### Jeunesse et études
Scarlett Coten naît en 1959 en France. Elle découvre la photographie à travers les albums de famille de sa grand-mère. Elle est diplômée de l’École nationale supérieure de la photographie d'Arles.

### Carrière
Scarlett Coten explore à travers son travail la complexité de l'intimité et du genre. Elle réalise à travers son regard féminin, des portraits d'hommes (assignés tels à la naissance) s’affranchissent de la pression sociale et régénèrent la définition de la masculinité. 

#### Mectoub(2012-2016)
En 2012, elle entame la série Mectoub, composée de portraits masculins pris à l'aube du printemps arabe. La série est réalisée en quatre ans, dans sept pays : Maroc, Égypte, Algérie, Tunisie, Palestine, Liban et Jordanie. Scarlett Coten aborde les hommes dans des lieux publics tels que les rues, cafés et jardins, leur demandant de poser pour des portraits intimes. Son travail vise à capturer la complexité, la fragilité et la sensualité des hommes vus à travers un regard féminin,.
Ses portraits révèlent une ambivalence entre abandon et résistance, questionnant l'identité masculine et générationnelle. Elle propose une nouvelle image de l'homme arabe, loin des stéréotypes médiatiques occidentaux, et explore les notions de genre, de sexualité et de virilité. La série met en lumière la rareté des occasions où une femme observe un homme dans des sociétés dominées par le patriarcat.
Le titre est un jeu de mots emprunté à l'arabe Mektoub, évoquant le fataliste « C'est écrit... » et le mot familier mec, homme en français.
Scarlett Coten reçoit le Leica Oskar Barnack Award 2016 pour cette série,,.

#### Plan américain(2017-2019)
Commencé au printemps 2017, ce road trip de trois ans se déroule sous l'administration Trump, avant l'émergence du mouvement #MeToo. Scarlett Coten photographie des visages illustrant la fluidité et la pluralité de la masculinité contemporaine, dans des lieux choisis pour favoriser une expérience libératrice. En mettant en lumière la non-conformité et les vulnérabilités face à des idéaux de genre rigides, l'approche empathique de l'artiste cherche à briser les mythes et à révéler une conception plus inclusive de la masculinité moderne.
L'esthétique du road trip est omniprésente, avec des décors naturels faisant partie intégrante du paysage américain. Ces images offrent une représentation des États-Unis de l'ère Trump. L'œuvre aborde des thèmes tels que le patriarcat, le pouvoir, la sexualité, l'identité, la race et la perception féminine des hommes, et met en avant la nécessité de points de vue alternatifs pour réimaginer l'identité de genre dans le monde actuel.
Le titre fait à la fois référence au plan américain, manière de cadrer un personnage ou un groupe de personnages à mi-cuisse et de l'expression "avoir un plan", qui signifie avoir un rendez-vous.

#### La Disparition de James Bond
Scarlett Coten participe à la Grande commande photographique, Radioscopie de la France : regards sur un pays traversé par la crise sanitaire, lancée par le ministère de la Culture.
Ses photos sont présentées en 2024 dans l'exposition La France sous leurs yeux, 200 regards de photographes sur les années 2020 à la Bibliothèque Nationale de France,,,.

## Publication
- Scarlett Coten, Still alive, Actes Sud the Empty quarter, 2009 (ISBN 978-2-7427-8724-1)

## Distinctions
- 2016 : Prix Leica Oskar-Barnack